# Walking with a Panther
| Críticas profissionais | Críticas profissionais |
| Avaliações da crítica  | Avaliações da crítica  |
| Fonte                  | Avaliação              |
| ---------------------- | ---------------------- |
| Allmusic               | [ 1 ]                  |
| AllHipHop              | (favorable)            |
| Robert Christgau       | (A-)                   |
| Q                      | [ 4 ]                  |
| Rolling Stone          | [ 5 ]                  |
| Trouser Press          | (mixed)                |
| Yahoo! Music           | (favorable)            |

Walking with a Panther é o terceiro álbum de estúdio do artista de hip hop LL Cool J. Lançado em 1989, o álbum foi um sucesso comercial, com vários singles pontuando nas paradas ("Going Back to Cali," "I'm That Type of Guy," "Jingling Baby," "Big Ole Butt," e "One Shot at Love"). Porém, o álbum foi criticado pela comunidade do hip hop por ser muito comercial e materialista, e por ter muito foco em baladas de amor. De acordo com a revista Billboard, o álbum chegou ao número 6 na Billboard 200 e foi o segundo de LL Cool J a chegar ao topo da Top R&B Albums onde ficou por 4 semanas.
Enquanto o álbum anterior, Bigger and Deffer, que foi um grande sucesso, foi produzido pelo L.A. Posse (na época formado por Dwayne Simon, Darryl Pierce e Bobby "Bobcat" Ervin), Dwayne Simon foi o único sobrando que queria trabalhar na produção de Walking with a Panther. Bobcat disse que queria mais dinheiro pelo álbum depois de ter visto o sucesso que o anterior tinha se tornado mas a Def Jam se recusou a mudar o contrato o que fez ele deixar Cool J. De acordo com Bobcat essa é a razão pela qual Walking with a Panther não foi bem recebido na época de seu lançamento.
A capa do álbum apresenta uma pantera negra norte americana.

## Track listing
Todas as canções produzidas por LL Cool J e Dwayne Simon, exceto as notadas

### CD
1. "Droppin' Em"
2. "Smokin', Dopin'"
3. "Fast Peg"
(Prod. w. DJ Cut Creator)
4. "Clap Your Hands"
5. "Nitro" 
(Prod. w. The Bomb Squad)
6. "You're My Heart"
7. "I'm That Type of Guy"
8. "Why Do You Think They Call It Dope?"
9. "Going Back to Cali" 
(Prod. by Rick Rubin)
10. "It Gets No Rougher" 
(Prod. w. The Bomb Squad)
11. "Big Ole Butt"
12. "One Shot at Love"
13. "1-900 L.L. Cool J"
14. "Two Different Worlds" (featuring Cydne Monet)
15. "Jealous"
16. "Jingling Baby"
17. "Def Jam in the Motherland"
18. "Change Your Ways"

### Cassette
1. "Droppin' Em"
2. "Smokin', Dopin'"
3. "Fast Peg"
(Prod. w. DJ Cut Creator)
4. "Clap Your Hands'"
5. "Nitro" 
(Prod. w. The Bomb Squad)
6. "You're My Heart"
7. "I'm That Type of Guy"
8. "Why Do You Think They Call It Dope?"
9. "Going Back to Cali" 
(Prod. by Rick Rubin)
10. "Crime Stories" [Bonus Track Available on Cassette Format]
11. "It Gets No Rougher" 
(Prod. w. The Bomb Squad)
12. "Big Ole Butt"
13. "One Shot at Love"
14. "1-900 L.L. Cool J"
15. "Two Different Worlds" (Ft. Cydne Monet)
16. "Jealous"
17. "Jingling Baby"
18. "Def Jam in the Motherland"
19. "Change Your Ways
20. "Jack the Ripper" [Bonus Track Available on Cassette Format]
(Prod. by Rick Rubin)